# Der Abituriententag. Die Geschichte einer Jugendschuld

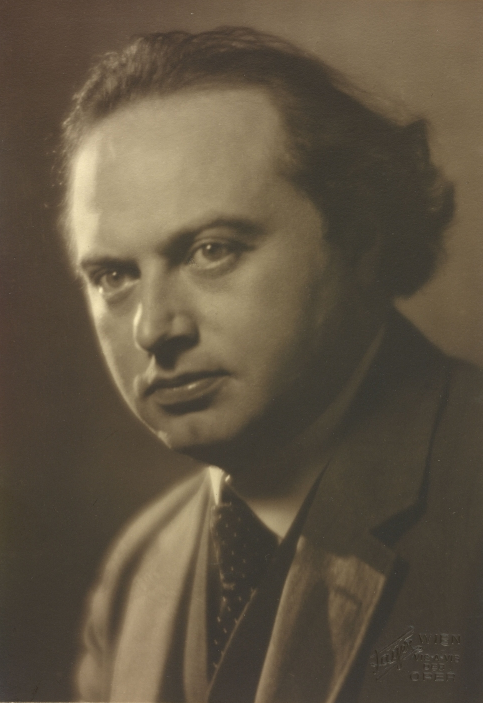
Franz Werfel (1927)

Der Abituriententag. Geschichte einer Jugendschuld sind Titel und Untertitel eines 1928 erschienenen Romans von Franz Werfel. In seiner differenzierten psychologischen Studie lässt der Autor seinen Protagonisten sich selbst erforschen: Bei einem Verhör glaubt der Untersuchungsrichter Sebastian im Angeklagten Franz Adler seinen verschollenen ehemaligen Schulkameraden zu erkennen. Er fühlt sich durch sein damaliges leichtfertiges, unmoralisches Verhalten für dessen Schicksal verantwortlich und erzählt in einer Art Beichte die Geschichte seiner Jugendschuld.

## Inhalt

### Überblick
Der Roman setzt sich aus einer 1927 in einer nicht näher benannten österreichischen Provinzstadt spielenden Rahmenhandlung und einer durch sie ausgelösten, in die Kindheit und Schulzeit des Protagonisten zurückreichenden Binnenhandlung zusammen.
In der Rahmenhandlung verhört der Landesgerichtsrat Dr. Ernst Sebastian von Portorosso einen des Mordes angeklagten gleichaltrigen Mann, der denselben Namen wie sein ehemaliger Klassenkamerad Franz Adler trägt. Bei der Abiturjubiläumsfeier seines Jahrgangs am selben Tag erzählt er den Anwesenden von diesem Gerichtsfall und sie unterhalten sich über den begabten Mitschüler Adler, dem sie Streiche gespielt haben, dessen Schicksal nach dem Verlassen des Gymnasiums ihnen jedoch nicht bekannt ist. Sebastian war bei den Schülerstreichen einer der Initiatoren und hat jetzt ein schlechtes Gewissen.
In der auf den Festabend folgenden Nacht beginnt er sogleich, die Vorfälle in der Schulzeit und seine Schuld an Adlers Abstieg, als Binnenhandlung des Romans, aufzuarbeiten. Dabei spricht er sich in seiner Selbstkritik die moralische Integrität eines Richters ab und enthüllt sein einsames bürokratisches Leben ohne privates Glück. Beim zweiten Verhör stellt sich heraus, dass es sich um zwei verschiedene Personen gleichen Namens handelt.

### Sebastian und Adler
Die Hauptfiguren sind der 43-jährige Landesgerichtsrat Dr. Ernst Sebastian von Portorosso und sein ehemaliger Schulkamerad Franz Adler. Sebastian gehört als Sohn des obersten Richters der alten Monarchie in Wien der privilegierten Gesellschaftsschicht an.
Der Vater hat zu seinem Sohn keine emotionale Bindung und übergibt ihn, da er Versager hasst, nachdem dieser in der Quinta des Schottengymnasiums beinahe durchgefallen wäre, der Fürsorge seiner Schwestern Aurelie und Elisabeth in einer anderen Stadt. Hier verbringt er seine Jugendjahre, besucht das Nikolausgymnasium und findet später eine Anstellung beim Gericht. Er lebt als Junggeselle allein in einer schönen Wohnung. Seine Frauenbeziehungen haben keinen Bestand und er weiß nicht einmal, ob er Kinder hat. Hier ähnelt er seinem Vater, der ebenfalls keine Gefühle für Kinder hatte. Während der Vater Karriere machte und dies auch von seinem Sohn erwartete, weicht dieser der Beförderung zum Prozessrichter aus. Ihm reicht es, als Untersuchungsrichter zu ermitteln und in die „Schlösser Exösterreichs“ eingeladen zu werden. Er bezeichnet sich als „Gewohnheitsmensch“, der keine Neuerungen wünsche. Allerdings gibt er im Laufe seiner Selbstbesinnung einen anderen Grund an: ihm fehle die moralische Integrität eines Richters, der Urteile über Menschen fälle und damit setzt er sich in seiner Lebensbeichte auseinander.
Franz Adlers Lebensverhältnisse sind schwierig. Sein Vater ist an einem Suizid gestorben, seine mittellose Mutter ist krank, teils bettlägerig. Der begabte, bildungsinteressierte Franz möchte studieren, doch sein Onkel und Vormund will ihn in seinem Tuchladen arbeiten lassen, damit er das Leben kennenlernt.

### Erstes Verhör
Zu Romanbeginn und im letzten Kapitel verhört Sebastian den Angeklagten Franz Adler, der verdächtigt wird, die Prostituierte Klementine Feichtinger erschossen zu haben. Als der Tatverdächtige zu ihm geführt wird, empfängt Sebastian ihn höflich und spricht freundlich mit ihm, wie er es immer in diesen Fällen tut. Belastende Indizien sind Adlers Besuch bei der Prostituierten am Abend des Mordes und der Besitz einer 7-mm-Browningpistole, die der Tatwaffe entspricht. Der Angeklagte wirkt eingeschüchtert, spricht wenig und beteuert seine Unschuld. In der Akte, die der Richter aufgeschlagen hat, steht: „Franz Josef Adler, geboren am 17. April 1884 in Gablonz in Böhmen.“ Das ist Sebastians Jahrgang.
Zufällig ist er an demselben Abend zum fünfundzwanzigjährigen Abitur-Jubiläum eingeladen und spricht mit den Kameraden über Adler, der als verschollen gilt (2. Kap.). Er ist überzeugt, dass der Angeklagte sein von der Klasse gehänselter ehemaliger Mitschüler ist.

### Abituriententag
Die Erinnerung an Franz Adler und Sebastians Schuldgefühl, für dessen Abstieg verantwortlich zu sein, verstärkt sich durch das Zusammentreffen mit seiner alten Oberschicht-Gruppe. Er wäre lieber dem Abiturientenjubiläumsabend und der Konfrontation mit der Vergangenheit, der „Qual dieses Abends“, ferngeblieben, hat sich aber von dem freundlichen Organisator Burda zur Teilnahme überreden lassen. Von den 27 Schülern, die 1902 ihr Abitur am Nikolausgymnasium machten, ist nur etwas mehr als die Hälfte in den Adriakeller gekommen. Einige sind bereits gestorben, im Krieg gefallen, verschollen oder haben auf die Einladung nicht reagiert.
Sebastian empfindet das Treffen als „traurige[-] Lemurenversammlung“ und sich selbst als „eines der grauesten Gespenster unter Gespenstern“. Das Bild der Klasse hat sich nach 25 Jahren wenig geändert: Man gruppiert sich nach den gesellschaftlichen Positionen, Cliquen und persönlichen Beziehungen. „Die alten Wertungen waren nicht gänzlich abzutöten.“ Sebastian erzählt von seiner Begegnung mit Franz Adler. Faltin widerspricht, Adler sei in New York. Dann fängt man an, den Gedanken, dass Adler ein Mörder sein könnte, aufzunehmen, beklagt das Schicksal des hochbegabten, aber unglücklichen Jungen und bedauert, sich zu wenig um ihn gekümmert zu haben.

### Rekonstruktion der Vergangenheit
Als Sebastian in der Nacht nach dem Abituriententreffen nach Hause kommt, setzt er sich an seinen Schreibtisch und beginnt, seine Erinnerungen in Kurzschrift aufzuschreiben. Daraus wird eine Lebensbeichte. In Erinnerungen an seine Gymnasialzeit fühlt er sich am Schicksal Adlers mitschuldig. Als er am Morgen müde die „paar wirrgekritzelte[n] Blätter“ vor sich sieht, will er sich mit schwarzem Kaffee wach halten: „Unser Leben muss restlos erweckt sein“. Er hat den Anspruch, sich vor „Willkürlichkeiten‘“ zu hüten: „Nur keine falschen Kausalitäten in die Dinge tragen! Material, weiter nichts! […] Tatsachenmaterial! Meine Aufgabe ist es nicht, eine Beichte abzulegen, um mich zu entlasten oder mich anzuklagen […] meine Aufgabe ist es, mich zu verhören“. Er hat Angst, einzuschlafen und „den ziehenden Bildern im Bette hilflos ausgeliefert zu sein.“ Doch genau das passiert. Er schläft ein und steigert sich alptraumartig immer mehr in die Erinnerungen an die Abenteuer und Abwege der 17-jährigen Gymnasiasten (Kap. 5 und 6), in seine Selbstvorwürfe bzw. seine Rettungsversuche, hinein und rechnet mit sich ab.

### Rivalität
Mit dem Eintritt des 16-Jährigen Ernst in die Sexta des Klassenlehrer Professor Kio beginnt eine schwere Zeit. Das Wissensniveau der Schüler ist höher als in seiner Wiener Klasse und er erzielt keine guten Leistungen. Nur durch den Stand seines Vaters wird er von den Einheimischen akzeptiert und in den Kreis der „Geistiggerichteten“ aufgenommen, der sich der Sportgruppe, der „Bewegungspartei“, und dem „Lumpenproletariat“, zu dem Komarek, der Klassengesellschaftskritiker, zählt,  überlegen fühlt.
Dort ist Franz Adler der Anführer. Er ist zwar arm und mit seinem sehr großen Kopf und seinen ungelenken Bewegungen nicht attraktiv, zählt aber zu den besten Schülern und gilt als hochbegabter Dichter und Denker. Im Kulturkreis seiner Mitschüler Bland, Faltin, Ressl, Burda und Schulhof trägt er sein Kaiser-Friedrich-Drama eindrucksvoll vor.
Auch Ernst hat schon einige Gedichte geschrieben und er gibt vor, diese seien im Sonntagsblatt der Wiener „Zeit“ unter einem Pseudonym veröffentlicht worden. Nun wird er zur Lesung beim nächsten Treffen aufgefordert. Da seine kleinen Werke nur amateurhaft und wenig originell sind, wählt er aus der Bücherei seiner Tante zwei Texte des verschollenen Revolutionspoeten aus den 1848er Jahren Justus Frey aus. Vom Gedicht „Was nennt ihr groß?“ sind alle begeistert und er steigt in der Anerkennung seiner Klassenkameraden Burda und Schulhof. Adler allerdings reagiert skeptisch und wundert sich darüber, dass Sebastian sich für die Revolution gegen Napoleon interessiere, und vermutet eine Übersetzung aus dem Französischen. Um seinen plötzlichen Ruhm zu erhalten, schlägt Sebastian die Gründung eines Lesezirkels vor, der Dramen mit verteilten Rollen rezitiert. Dadurch steigt seine Rivalität zu Adler, der seine Position gefährdet sieht und ihn, als er sich die Rolle des Franz Mohr aus Schillers Die Räuber zuteilt, in seine Schranken weisen will: „Sei froh dass du überhaupt mittun darfst, und warte auf die Rolle, die man dir zuweisen wird.“ Sebastian merkt, dass Adler seine mangelnde Begabung spürt, und droht mit dem Austritt aus dem Club. Er setzt sich jedoch bei den Freunden durch und erhält die begehrte Rolle.

### Rachefeldzug
Sebastian kann den Affront Adlers und den Zweifel an seiner Begabung nicht vergessen und beginnt mit einem Rachefeldzug, der mit seinem Spott an den Turnübungen des unsportlichen Adlers beginnt: Als dieser am Barren eine lächerliche Figur macht, lacht Sebastian höhnisch und alle anderen sowie der Lehrer fallen ein. Beim Umziehen beginnt Adler einen Ringkampf mit Sebastian, unterliegt aber. Danach ist er so verunsichert, dass er selbst im Deutsch- und Lateinunterricht immer häufiger versagt, und er verliert jede Selbstachtung.
Zwar setzt Sebastian seinen Spott nicht fort, aber er hat sich bereits, verbreitet, auch bei seinen Anhängern, und richtet sich jetzt auch auf sein körperliches Ungeschick, seine tiefsinnig-umständliche, teils mystisch-verworrene Sprechart. Adler wehrt sich nicht gegen „das Werk der Vernichtung“, sondern übernimmt sogar den Spott. In seiner „Selbstironie“ liegt „Selbstmord“: „Mein rachsüchtiges Lachen war in seiner Seele stecken geblieben […] Mit diesem krampfartigen Lachen zerstörte er von Stund auf an sich selbst. Nicht nur die andern, auch er war von sich selbst abgefallen.“ Während Sebastian seine Position bei den Lehrern festigt, beginnt Adlers Niedergang. Einer nach dem andern wenden sich die Lehrer von ihm ab.
Sebastian entwickelt zu Adler ein ambivalentes Verhältnis. Einerseits ist er von der Tiefgründigkeit seiner Dichtungen und Gedanken, seiner Naivität, Unschuld und Ehrlichkeit fasziniert und hat Mitleid mit ihm, andererseits reizen ihn und seine Clique dessen Leichtgläubigkeit und Wehrlosigkeit zu hinterlistigen Bloßstellungen und sie machen ihn zum Objekt ihrer Späße. Im Rückblick erkennt Sebastian, dass in seinem leichtsinnigen und verantwortungslosen jugendlichen Verhalten „das fluktuierend Böse, die gewöhnliche Hässlichkeit zwischen Mensch und Mensch“ verborgen ist, die zum Verbrechen führen kann.

### Abenteuer
Sebastian ist jetzt 17 Jahre alt und besucht die 7. Klassen (4. Kap.).  Er und seine Freunde leben in zwei Welten: im Gymnasium und auf den Tennisplätzen und Partys der besseren Gesellschaft, wo man sie als Auswechselspieler und -tänzer der höheren Töchter willkommen heißt, wenn deren ernsthaften Verehrer verhindert sind, und in den Kneipen am Stadtrand. Aus Abenteuerlust testen sie auch das Schulsystem und Ernst erfindet einen ausgeklügelten „Schwänzturnus“, bei dem niemals mehr als drei Schüler fehlen, mit von ihm gefälschten Entschuldigungen. Statt in die Schule gehen sie zum Billardspielen oder in Gaststätten, wo sie den Antialkoholiker Adler dazu animierten, Bier und Schnaps zu trinken, bis er betrunken tanzt. Auch dessen Naschsucht nutzen sie für ihre Spiele aus. Da er kein Geld hat, laden sie ihn in zum Kuchenessen ein und er muss sich auf den Boden knien und um eine Fruchtschnitte bitten. In der Wohnung von Ressls Bruder Ewald, einem Mystagogen, treffen sie sich abends zu okkulten Experimenten beim Tischrücken. Adler ist bei den manipulierten Beschwörungen ihr Medium. In Trance will er, wie prophezeit, die Seele einer Schwangeren nackt aus dem kalten Wasser des Binnenhafens retten, während die anderen Gebete in die Nacht rufen.
Bei ihrem nächsten Spaß locken sie Adler ins Nachtlokal „Gran Canon“. Der Industriellensohn Fritz Ressl bezahlt die betrunkene Prostituierte Marfa dafür, Adler in ihr Zimmer zu locken und zu entjungfern, aber dieser wehrt sich und bekommt einen Anfall, als er von den Klassenkameraden beobachtet wird. Diese fürchten einen Skandal und bringen ihn früh morgens nach Hause. Komarek beobachtet dies, als er vor der Schule für seine Familie einkauft, und ohrfeigt Sebastian, ohne die Zusammenhänge zu kennen, als Protest die Lebensweise der Oberschichtenkinder.

### Flucht
Sieben Wochen vor dem Ende des Schuljahrs droht der Klassenlehrer einigen Schülern, darunter Adler, die Nichtversetzung an (Kap. 6). Daraufhin fasst Ernst den Plan, die Notenlisten zu fälschen. Er schleicht mit Adler zum Konferenzzimmer und verändert im Fach Mathematik „Ungenügend“ in „Genügend“. Adler hält vor der Tür Wache. Plötzlich taucht der Klassenlehrer Kio durch eine andere Tür im Zimmer auf und bemerkt die Manipulation. Sebastian versucht sich herauszureden, nicht er habe die Noten gefälscht und Klio lässt ihn die Aussage unterschreiben, Adler sei der Fälscher.
Sebastian fürchtet eine Untersuchung und spricht mit Adler über die möglichen Folgen: Schulverweis, Universitätsverbot, Strafe wegen Urkundenfälschung. Er sucht für sich nach Auswegen. Das Beste wäre, Adler verschwinden zu lassen. Dann könnte er keine Aussagen machen: Bei einem Suizidversuch durch eine Gasvergiftung, bei dem er überlebt, Adler dagegen nicht, könnte er ihm die Schuld an der Fälschung zuschieben. Aber es gäbe ein öffentliches Aufsehen und das Risiko der Folgen ist ihm zu groß.  Sebastian stellt Adler gegenüber die Situation so dar, dass er durch seinen prominenten Richtervater abgesichert ist, während dem sozial und familiär ungeschützten Kameraden eine Zukunft im Geschäft seines Onkels drohe. Das Beste für ihn sei die Flucht: Er soll mit dem Zug nach Hamburg fahren und dort als Schiffsjunge auf einem Dampfer nach Amerika anheuern. Zur Finanzierung stiehlt Sebastian ein wertvolles Schmuckstück seiner Tante und überredet den Klassenkameraden Komarek, es beim Hehler Jolowicz für 800 Kronen zu versetzen. So verlässt Adler mit dem Frühzug die Stadt und seine Flucht wird als Geständnis gedeutet.

### Auflösung
Am Montagmorgen steht der Untersuchungsrichter beim zweiten Verhör Adlers noch ganz unter dem Eindruck seiner nächtlichen Beichte. Er wechselt schnell vom Anklagepunkt zu seinem eigenen Fall und beschuldigt sich vor Adler, an dessen Unglück wesentlich beteiligt zu sein, sein Leben zerstört zu haben und zugleich das eigene: „Aber ich bekenne auch, dass ich an dir gescheitert bin. Als du bei mir warst, hat mich dein hoher Geist zum Verbrecher gemacht, als ich dich aber ausgestoßen habe, da hat es mir die Seele geraubt für immer. Jetzt, wo der Tod mir so lächerlich nahe ist, bekenne ich, dass mein Leben an dir gescheitert ist. Denn dich, gerade dich hätte ich lieben müssen!“. Dabei achtet er in seiner persönlichen Fixiertheit, „mit einem tödlich verzerrten Antlitz“, nicht auf den Einwand des Angeklagten, er verwechsele ihn mit einer anderen Person.
Als Sebastian schließlich das Missverständnis einsieht und sein Protokollführer Elsner ihm die Nachricht bringt, der Angeklagte Adler sei durch die polizeiliche Ermittlung entlastet worden, kommt es ihm vor, als sei ihm „ein Substitut der Gerechtigkeit gesandt“ und er erlebt „einen der unwiederholbaren, unwiedervorstellbaren Augenblicke unseres Daseins […] in denen es zur Zündung kommt zwischen Gott und Mensch“. Er schämt sich „seiner Ekstase, schämt[-] sich Gottes wie eines Wesens, in dessen Gesellschaft man sich nicht gerne öffentlich zeigt“.
Nach der Entlassung Adlers aus der Untersuchungshaft fühlt sich auch Sebastian befreit. Als er seine Notizen über seine Beichte noch einmal durchsehen will, kann er seine Schrift nicht mehr entziffern. Er ist sogar froh darüber, „dass diese Seiten nicht recht zugänglich sind, denn wer weiß, vielleicht ist alles anders, als …“ Dann sperrt er „die Geschichte einer Jugendschuld eilig in eine seitliche Schublade seines großen Richterschreibtischs“.

## Figuren
- Ernst Sebastian: Untersuchungsrichter, 43-jähriger Ich-Erzähler, der binnen einer Nacht nach einem Verhör und anschließendem Klassentreffen die Geschichte seiner Jugendschuld, der moralischen und gesellschaftlichen Vernichtung Franz Adlers, erzählt und stenographiert.
- Franz Joseph Adler oder Rätseljosef: Delinquent in der kurzen Rahmenhandlung, der vom Untersuchungsrichter mit einem Schulkameraden verwechselt wird.
- Franz Adler: der gedemütigte, verhöhnte und gequälte Schüler, der vom Besten seines Jahrgangs zum Schlechtesten herabgewürdigt wird und sich nicht wehrt, sondern eine äußerst passive Opferrolle einnimmt.
- Kio: Lateinlehrer, ein Archetyp des alten österreichischen Beamtenstandes.
- Ressl, Burda, Schulhof: vermögende Schüler, die sich von Sebastian verleiten lassen, Schule zu schwänzen. Mitglieder eines Lektürekreises.
- Komarek: schlechtester Schüler, spiegelt die tschechische Majorität der damaligen Bevölkerung in der neuen Republik Tschechoslowakei wider und wird als zum Lumpenproletariat gehörig benannt.
- Doktor Elsner: Rechtspraktikant, der die Verwechselung weiter auflöst und mitteilt, dass es einen weiteren des Mordes Verdächtigen gibt.

## Entstehungsgeschichte

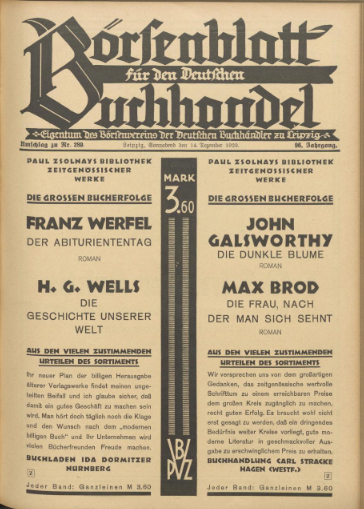
Verlagswerbung des Paul Zsolnay Verlags 1929

Das Manuskript des Romans Der Abituriententag schrieb Franz Werfel 1926 innerhalb eines Monats, möglicherweise inspiriert durch ein Treffen mit seinen früheren Klassenkameraden Willy Haas und Ernst Deutsch. In Kindlers Literaturlexikon wird von einem Treffen mit Hermann Sudermann in Italien ausgegangen. Dessen harte Schulzeit seien Inspiration gewesen. Gleichwohl ist in Werfels Biographie eine auffällige Parallele zu den Romanfiguren zu finden, denn er ist ebenfalls von Wien nach Prag an das deutsche Gymnasium in der Stephansgasse gewechselt und litt unter dem alten Schulsystem.

## Interpretationen
Schuld
„Nicht das Milieu der Schule, nicht die Verwirrungen der Jugend, keinerlei psychologische und weniger noch pädagogische Nebenansichten bilden den wahren Gegenstand der Geschichte, die eine, nein, vielleicht die allerfurchtbarste Frage des menschlichen Lebens aufzuwerfen wagt: Die Frage der Schuld.“ (Franz Werfel, 1937)
Macht und Ohnmacht
Sebastian und Franz Adler repräsentieren Macht und Ohnmacht als Gegensatzpaar. Ihnen bleibt nur die Möglichkeit der Freundschaft oder der Feindschaft, der Verbindung oder der Vernichtung. Sebastian macht Adler zum Spießgesellen, der völlig passiv alle Grausamkeiten erträgt. Sebastian vollzieht das Vernichtungswerk, „dessen Herr er nicht mehr war“. Schritt für Schritt wird die Erniedrigung vorausgeplant, sie gipfelt in der Gleichstellung Adlers mit dem absoluten Nichts, als er sich eines „Toten entledigen“ will. Adler wird von Komarek in den Zug gepackt, verschwindet aus dem Blickfeld. Doch je größer die Vernichtung eines Opfers, desto chancenloser wird die Aussicht, sich jemals von ihm befreien zu können. Der Schuldige büßt seine Taten durch ein missglücktes Leben. Er sieht ein: „Gegen große Vorzüge eines anderen gibt es kein Rettungsmittel als die Liebe“ (Goethe: Wahlverwandtschaften, Leitspruch am Anfang des Romans).
Bei dem Opfer Franz Adler – erklärte der jüdische Schriftsteller Franz Werfel – habe er sich einen Juden vorgestellt, „weil diese Rasse das geheimnisvolle Schicksal hat, die andern an ihr schuldig werden zu lassen, das Grausame und Böse in ihnen hervorzulocken“.
Ernst Sebastian möchte nicht in die Welt hinaus, um dort vielleicht Franz Adler zu begegnen, sondern als kleiner Untersuchungsrichter schön eingerichtet die politischen Revolten der tschechischen Nationalisten überstehen, aus diesem Grund will er auf der Karriereleiter nicht aufsteigen.

## Ausgabe
- Der Abituriententag. Fischer-TB, Frankfurt 2011, ISBN 978-3-596-29455-8.

## Verfilmungen
- Der Abituriententag (Sjezd abiturientu), tschechischer Fernsehfilm von Viktor Polesný aus dem Jahr 2000, mit Jiří Lábus, Radek Zima und Jiří Schmitzer
- Der Abituriententag, deutscher Fernsehfilm von Gerd Angermann. Regie: Eberhard Itzenplitz, mit Hans Jaray, Bruno Dallansky, Wolfgang Weiser. Erstsendung ZDF: 13. Mai 1974